# Ambtsketen van Saba
De ambtsketen van Saba is de ketting waarmee de gezaghebber van Saba zich onderscheidt. De penning aan de keten is het teken van zijn ambt.

## Geschiedenis
Waar de burgemeesters van Nederlandse gemeenten traditioneel een ambtsketen dragen om hun ambt te symboliseren, bestond deze gewoonte niet in de Nederlandse Antillen. Toen Saba, Sint Eustatius en Bonaire op 10 oktober 2010 bijzondere gemeenten van Nederland werden, kregen hun respectievelijke gezaghebbers een ambtsketen overhandigd door staatssecretaris voor koninkrijksrelaties Ank Bijleveld.

## Ontwerp
De ambtsketen van Saba werd ontworpen door de Maarkelse edelsmid Diede Perrier. De verschillende onderdelen van de keten verwijzen naar het eiland. Zo toont het middelpunt van de keten het profiel van het eiland, met daarop een Audubons pijlstormvogel. Deze vogel komt voor op Saba en is ook aanwezig als schildhouder in het gemeentewapen. De golfbeweging in de schakels van de keten verwijst naar de zee die Saba omringt.